# West Branch (Iowa)
West Branch is een plaats (city) in de Amerikaanse staat Iowa, en valt bestuurlijk gezien onder Cedar County en Johnson County.

## Demografie
Bij de volkstelling in 2000 werd het aantal inwoners vastgesteld op 2188.
In 2006 is het aantal inwoners door het United States Census Bureau geschat op 2289, een stijging van 101 (4,6%).

## Geografie
Volgens het United States Census Bureau beslaat de plaats een oppervlakte van
5,1 km², geheel bestaande uit land. West Branch ligt op ongeveer 219 m boven zeeniveau.

## Plaatsen in de nabije omgeving
De onderstaande figuur toont nabijgelegen plaatsen in een straal van 20 km rond West Branch.

## Geboren

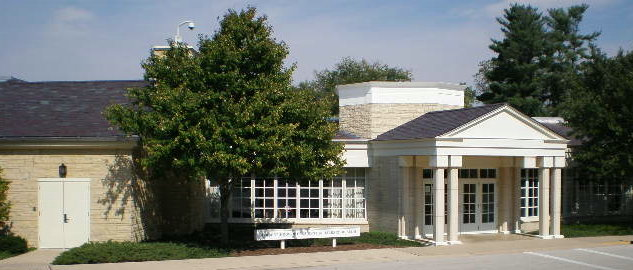
Herbert Hoover Presidential Library and Museum

- Herbert Hoover (1874-1964), 31e president van de Verenigde Staten